# Laureus World Sports Awards/Newcomer des Jahres
Diese Liste zählt alle Sportlerinnen und Sportler auf, die bei den Laureus World Sports Awards als „Newcomer des Jahres“ nominiert waren. Die Sieger sind farblich hervorgehoben. 2007 wurde die Kategorie in „Durchbruch des Jahres“ umbenannt.

## Liste der Sieger und Nominierten
| 2000 | Sergio García (Spanien)         | Golf              |
|      | Kurt Warner (USA)               | American Football |
|      | Serena Williams (USA)           | Tennis            |
| 2001 | Marat Safin (Russland)          | Tennis            |
|      | Aaron Baddeley (Australien)     | Golf              |
|      | Jenson Button (Großbritannien)  | Formel 1          |
|      | Juan Carlos Ferrero (Spanien)   | Tennis            |
|      | Brett Lee (Australien)          | Cricket           |
| 2002 | Juan Pablo Montoya (Kolumbien)  | Formel 1          |
|      | Kim Clijsters (Belgien)         | Tennis            |
|      | Steven Gerrard (Großbritannien) | Fußball           |
|      | Justine Henin (Belgien)         | Tennis            |
|      | Andy Roddick (USA)              | Tennis            |
| 2003 | Yao Ming (CHN)                  | Basketball        |
|      | Daniela Hantuchová (Slowakei)   | Tennis            |
|      | David Nalbandian (Argentinien)  | Tennis            |
|      | Wayne Rooney (Großbritannien)   | Fußball           |
|      | Jochem Uytdehaage (Niederlande) | Eisschnelllauf    |
| 2004 | Michelle Wie (USA)              | Golf              |
|      | Fernando Alonso (Spanien)       | Formel 1          |
|      | Ben Curtis (USA)                | Golf              |
|      | LeBron James (USA)              | Basketball        |
|      | Robinho (Brasilien)             | Fußball           |
|      | Marija Scharapowa (Russland)    | Tennis            |
| 2005 | Liu Xiang (China)               | Leichtathletik    |
|      | Amir Khan (Großbritannien)      | Boxen             |
|      | Swetlana Kusnezowa (Russland)   | Tennis            |
|      | Laure Manaudou (Frankreich)     | Schwimmen         |
|      | Dani Pedrosa (Spanien)          | Motorradsport     |
|      | Xing Huina (China)              | Leichtathletik    |
| 2006 | Rafael Nadal (Spanien)          | Tennis            |
|      | Paula Creamer (USA)             | Golf              |
|      | Lionel Messi (Argentinien)      | Fußball           |
|      | Andy Murray (Großbritannien)    | Tennis            |
|      | Danica Patrick (USA)            | Automobilsport    |
|      | Ben Roethlisberger (USA)        | American Football |